# Movement
Movement es el segundo álbum de la estadounidense de indie rock banda Gossip (bajo su antiguo nombre The Gossip). Fue lanzado el 6 de mayo de 2003.

## Lista de canciones
1. "Nite" – 2:26
2. "Jason's Basement" – 2:00
3. "No, No, No" – 1:57
4. "Don't (Make Waves)" – 2:34
5. "All My Days" – 2:41
6. "Yesterday's News" – 4:10
7. "Fire/Sign" – 2:33
8. "Confess" – 2:18
9. "Lesson Learned" – 1:27
10. "Dangerrr" – 2:16
11. "Light Light Sleep" – 6:17

## Personal
- Beth Ditto – Vocalista, piano
- Brace Paine – guitarra, Bajo
- Kathy Mendonca – batería

- Datos: Q1624097